# Wanda Barszczewska

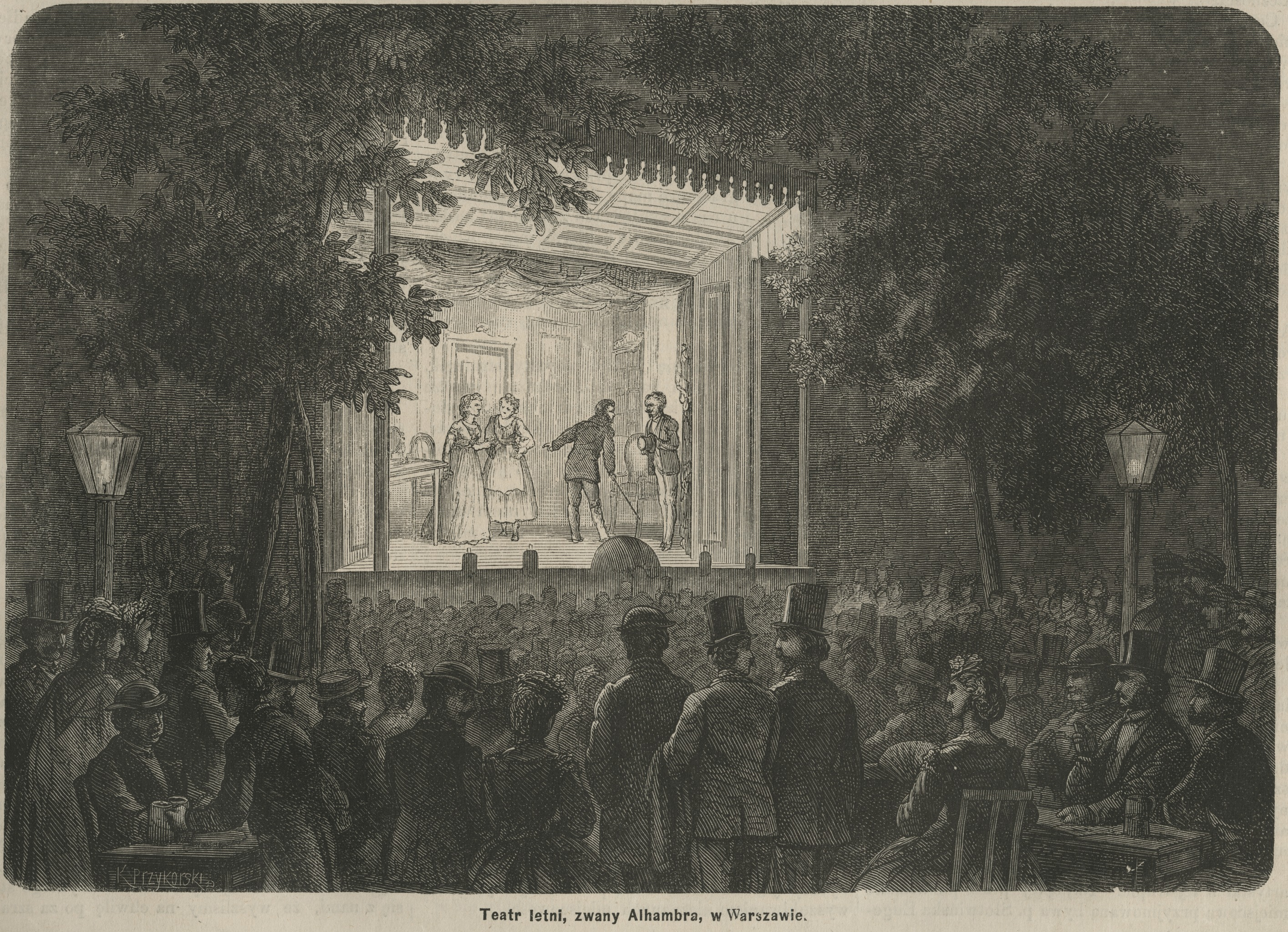
Teatr Letni, 1870

Wanda Barszczewska (ur. 18 grudnia 1862 w Warszawie, zm. 9 grudnia 1941 tamże) – aktorka teatralna związana głównie z teatrami warszawskimi.

## Życiorys
Córka nauczyciela, Jana Barszczewskiego, i Zuzanny z domu Sumińskiej. Przyszła na świat w domu przy Nowym Świecie 5, gdzie ojciec prowadził zakład naukowy dla chłopców. Miała brata Stefana, który został pisarzem.
Ukończyła (jako jedna z pierwszych) powstałą w 1874 pensję Izabeli Smolikowskiej (współcześnie to IX LO im. Klementyny Hoffmanowej). Pracowała jako nauczycielka, ucząc się także gry aktorskiej pod kierunkiem Wincentego Rapackiego.
Debiutowała w amatorskim przedstawieniu 4 marca 1884 w Warszawskim Towarzystwie Dobroczynności. W 1884 wyjechała do Krakowa, gdzie zamieszkała przy ul. Grodzkiej 48. W Krakowie zadebiutowała w połowie września w Teatrze Krakowskim w komedii w roli Antoniny (W gościnie, czyli Reif-Reiflingen). W Krakowie występowała do roku 1887.
Zrezygnowała z przeprowadzki do Lwowa za radą Mieczysława Frenkla, z którym prowadziła korespondencję. Aktor darzył ją uczuciem. Po latach nieodwzajemnione uczucie wygasło. Oboje często występowali w teatrze. W Warszawie Barszczewska „zaopiekowała się” chorującą na astmę Zofią Noiret. Przyjaźniły się. Barszczewska przyjaźniła się również z Gabrielą Lucyńską.
W Warszawie Barszczewska debiutowała w 1887 na scenie Teatru Letniego w Ogrodzie Saskim w kreacji Pani de Nohan w Mężu na wsi. Wystąpiła 20 września 1887 w Teatrze Rozmaitości w roli Marii Letelière w komedii Emila Augiera Rodzina Fourchambault. Przyjęto ją do zespołu Warszawskich Teatrów Rządowych, w którym grała (głównie w komediach i melodramatach) aż do przejścia na emeryturę 1 lipca 1914. Ceniono ją za tonację głosu i kreację postaci scenicznych. Łącznie zagrała w około 200 rolach mniej eksponowanych, które nie zapadały w pamięć krytyki i publiczności.
Mieszkała przy Alejach Jerozolimskich 25 m. 5, a następnie na drugim piętrze w oficynie kamienicy przy ul. Hożej 32. Po śmierci Zofii Noiret wolny pokój zajęła siostra Wandy, Karolina Bobrowska. 
Na emeryturze Barszczewska występowała rzadko. Poza tym uczyła deklamacji i zajmowała się tłumaczeniami dramatów z języka francuskiego (m.in. przełożyła na polski Szczęście małżeńskie Albina Valabregue). 
Zmarła w mieszkaniu przy ul. Hożej. Pochowano ją na cmentarzu Powązkowskim w Warszawie (kwatera D-3-22,23). Przez lata na jej płycie nagrobnej widniał błędny rok urodzenia.
Jej brat, Witold, był ojcem aktorki Elżbiety Barszczewskiej, którą Wanda bardzo wspierała. Bratem ciotecznym Wandy był Julian Ochorowicz, a bratem stryjecznym Leon Barszczewski.

## Role teatralne (wybór)
- jako Kasandra, Odprawa posłów greckich; Teatr Wielki, Warszawa, 21 września 1907[2]
- jako Lukrecja, Beatryks Cenci Juliusza Słowackiego; Teatr Wielki, Warszawa, 30 kwietnia 1909 (jubileusz 25-lecia pracy na scenie)[4]
- jako Matka, Klątwa; Teatr Wielki, Warszawa, Wielki Wtorek, 22 marca 1910[9]
- jako Julia, Modne małżeństwo; Teatr Letni, Warszawa, 10 lipca 1913
- jako Celina Bełska, Dom kobiet; Teatr Polski, Warszawa, 21 marca 1930 – spektakl określany jako „wydarzenie sezonu”; u Wandy Barszczewskiej zwrócono uwagę m.in. na wspaniałą dykcję i majestat granej w tym spektaklu postaci[10]; był to jej ostatni występ na scenie[4].

## Ordery i odznaczenia
- Złoty Krzyż Zasługi (9 listopada 1931)[11]
- Srebrny Wawrzyn Akademicki (5 listopada 1935)[12].

## Spuścizna
W 1911 rzeźbiarz Czesław Makowski wykonał gipsowy medalion z popiersiem Wandy Barszczewskiej. Jego kopie znajdują się w Muzeum Teatralnym i Instytucie Teatralnym, a oryginał w Galerii Rzeźby w Łazienkach Królewskich. Jest eksponowany w Królewskiej Galerii Rzeźby w Starej Pomarańczarni. Rękopisy Wandy Barszczewskiej przechowuje Pracownia Historii Szkolnictwa Akademii Teatralnej im. A. Zelwerowicza w Warszawie.